# Dél-Korea az 1976. évi téli olimpiai játékokon
Dél-Korea az ausztriai Innsbruckban megrendezett 1976. évi téli olimpiai játékok egyik részt vevő nemzete volt. Az országot az olimpián 2 sportágban 3 sportoló képviselte, akik érmet nem szereztek.

## Gyorskorcsolya
Férfi
| Versenyző | Versenyszám | Eredmény | Helyezés |
| --------- | ----------- | -------- | -------- |
| I Jongha  | 500 m       | 41,08    | 22.      |
| I Jongha  | 1000 m      | 1:22,88  | 15.      |
| I Jongha  | 1500 m      | 2:05,25  | 18.      |
| I Jongha  | 5000 m      | 7:44,21  | 11.      |

Női
| Versenyző | Versenyszám | Eredmény | Helyezés |
| --------- | ----------- | -------- | -------- |
| I Namszun | 500 m       | 46,33    | 25.      |
| I Namszun | 1000 m      | 1:35,58  | 25.      |
| I Namszun | 1500 m      | 2:26,24  | 25.      |
| I Namszun | 3000 m      | 5:08,34  | 24.      |

## Műkorcsolya
| Versenyző    | Versenyszám | Kötelező elemek   | Kötelező elemek | Rövid program     | Rövid program | Kűr               | Kűr   | Összesítés                     | Összesítés                     | Összesítés                     | Összesítés                     | Összesítés                     | Összesítés                     | Összesítés                     | Összesítés                     | Összesítés                     | Összesítés        | Összesítés        | Összesítés  | Összesítés | Összesítés |
| Versenyző    | Versenyszám | Kötelező elemek   | Kötelező elemek | Rövid program     | Rövid program | Kűr               | Kűr   | Helyezési pontszámok bírónként | Helyezési pontszámok bírónként | Helyezési pontszámok bírónként | Helyezési pontszámok bírónként | Helyezési pontszámok bírónként | Helyezési pontszámok bírónként | Helyezési pontszámok bírónként | Helyezési pontszámok bírónként | Helyezési pontszámok bírónként | Több. hely. száma | Több. hely. össz. | Hely. össz. | Pont       | Helyezés   |
| Versenyző    | Versenyszám | Több. hely. száma | Hely.           | Több. hely. száma | Hely.         | Több. hely. száma | Hely. | 1                              | 2                              | 3                              | 4                              | 5                              | 6                              | 7                              | 8                              | 9                              | Több. hely. száma | Több. hely. össz. | Hely. össz. | Pont       | Helyezés   |
| ------------ | ----------- | ----------------- | --------------- | ----------------- | ------------- | ----------------- | ----- | ------------------------------ | ------------------------------ | ------------------------------ | ------------------------------ | ------------------------------ | ------------------------------ | ------------------------------ | ------------------------------ | ------------------------------ | ----------------- | ----------------- | ----------- | ---------- | ---------- |
| Jun Hjodzsin | Női egyéni  | 6×15+             | 14.             | 6×17+             | 16.           | 8×19+             | 19.   | 18,0                           | 16,0                           | 19,0                           | 16,0                           | 18,0                           | 19,0                           | 16,0                           | 18,0                           | 18,0                           | 7×18+             | 120,0             | 158,0       | 159,64     | 17.        |